# 113. Infanterie-Division
La 113. Infanterie-Division fu un'unità della Wehrmacht che venne costituita nel dicembre 1940 durante la Seconda guerra mondiale con soldati provenienti dalla regione militare di Norimberga, nel quadro del programma di potenziamento dell'esercito tedesco in vista dell'operazione Barbarossa, l'invasione dell'Unione Sovietica.
La nuova divisione prese parte alla campagna sul fronte orientale assegnata al Gruppo d'armate Sud fino all'autunno 1941; quindi venne trasferita temporaneamente sul fronte jugoslavo dove partecipò al primo ciclo di operazioni di repressione e rappresaglia contro i partigiani jugoslavi. Ritornata sul fronte orientale durante la crisi dell'inverno 1941-42, nell'estate 1942 entrò a far parte della 6. Armee, impegnata nella drammatica battaglia di Stalingrado. Nel novembre 1942 la divisione venne accerchiata nella sacca di Stalingrado insieme a tutte le altre formazioni della 6. Armee, e si arrese ai sovietici nel gennaio 1943.
La 113. Infanterie-Division venne brevemente ricostituita a partire dal marzo 1943 ma fu poi sciolta in autunno; i suoi uomini vennero assegnati ad altre formazioni dell'esercito tedesco all'est.

## Storia
La 113. Infanterie-Division venne costituita ufficialmente il 10 dicembre 1940 nel campo di addestramento di Grafenwöhr dipendente dal Wehrkreis XIII', la "regione militare n. 13" con sede a Norimberga; la nuova formazione faceva parte della dodicesima ondata (welle) di mobilitazione, attivata dall'alto comando della Wehrmacht secondo i piani di potenziamento previsti per l'imminente invasione dell'Unione Sovietica. La nuova divisione venne assegnata per la gigantesca offensiva sul fronte orientale al Gruppo d'armate Sud del feldmaresciallo Gerd von Rundstedt e, dopo essere rimasta inizialmente in riserva, entrò in azione a partire dal luglio 1941 in supporto della Divisione SS "Leibstandarte Adolf Hitler".
La divisione fu impegnata nei duri scontri per aprire la strada alle forze motorizzate lungo la direttrice strategica Žitomir-Korosten' che non si conclusero con uno sfondamento decisivo; il comando tedesco decise quindi di deviare una parte delle sue forze per organizzare la manovra d'accerchiamento di Uman' che si concluse in agosto con un rilevante successo della Wehrmacht. La 113. Infanterie-Division prese parte alla successiva grande battaglia di annientamento di Kiev: schierata a nord della città, a partire dal 18 settembre attaccò verso sud, mentre altre divisioni tedesche penetravano nella capitale ucraina da sud. Dopo questa importante vittoria, la divisione venne in un primo momento ritirata dal fronte e quindi trasferita in autunno in Jugoslavia dove la situazione delle forze d'occupazione era divenuta precaria a causa della crescente resistenza dei partigiani comunisti e dei cetnici.
La 113. Infanterie-Division quindi giunse nel territorio di competenza del comandante tedesco in Serbia e venne impegnata nella seconda fase della cosiddetta operazione Užice diretta contro i partigiani jugoslavi di Tito che avevano organizzato da alcuni mesi il territorio libero della "repubblica di Užice". L'offensiva ebbe inizio il 25 novembre 1941 e la divisione ricevette il compito di avanzare da Kragujevac lungo la direttrice Kraljevo-Čačak-Užice dove sarebbe entrata in collegamento con la 342. Infanterie-Division proveniente da Valjevo. L'operazione combinata delle due divisioni ebbe rapidamente successo e le difese dei partigiani furono superate nonostante alcuni tentativi di resistenza; la 113. infanterie-Division sfondò le linee nemiche, raggiunse Čačak e si congiunse a Požega con la 342. Infanterie-Division. Le due unità proseguirono insieme ed entrarono il 29 novembre 1941 a uzice mentre Tito e una parte delle forze partigiane riuscirono a fuggire verso il Sangiaccato. I tedeschi procedettero a vasti rastreellamenti e rappresaglie contro i simpatizzanti del movimento di resistenza.
La precaria situazione della Wehrmacht sul Fronte orientale nell'inverno 1941-1942, costrinse l'alto comando tedesco a trasferire la maggior parte delle forze disponibili all'est; nel gennaio 1942 quindi la 113. Infanterie-Division ritornò sul fronte russo e venne assegnata di nuovo al Gruppo d'armate Sud e schierata sulla linea del Mius dove le forze tedesche si erano ritirate dopo l'evacuazione di Rostov sul Don. La divisione prese parte ad una serie di difficili combattimenti difensivi che permisero di bloccare la controffensiva invernale sovietica.
Nell'estate 1942 la 113. Infanterie-Division entrò a far parte della 6. Armee del generale Friedrich Paulus e entrò in combattimento durante l'operazione Blu, la grande offensiva in direzione del Volga e del Caucaso. I reparti della divisione furono coinvolti nei combattimenti sostenuti dalla 6. Armee durante la sua marcia verso Stalingrado e combatté presso Bokovskaja per forzare il passaggio sul Čir e presso Kletskaja, dove riuscì a costituire una testa di ponte sul Don. Dopo questi successi la divisione passò sulla difensiva e da agosto 1942 venne posta alle dipendenze dell'VIII Corpo d'armata del generale Walther Heitz, incaricato di coprire il fianco sinistro delle forze mobili della 6. Armee in combattimento nell'area di Stalingrado. Nelle settimane seguenti la 113. Infanterie-Division fu ripetutamente impegnata, insieme alle altre divisioni del VIII Corpo e del XIV Corpo d'armata corazzato, in duri combattimenti difensivi per bloccare i tentativi di contrattacco sovietici nel corridoio compreso tra i corsi paralleli del Don e del Volga che avrebbero potuto mettere in pericolo le retrovie dell'armata del generale Paulus. La divisione fu completamente coinvolta in questi scontri e alcuni piani dell'alto comando tedesco per organizzare nuove offensive a nord del Don con la partecipazione della 113. Infanterie-Division, come il piano Wintermärchen del 13 settembre 1942, dovettero essere abbandonati.

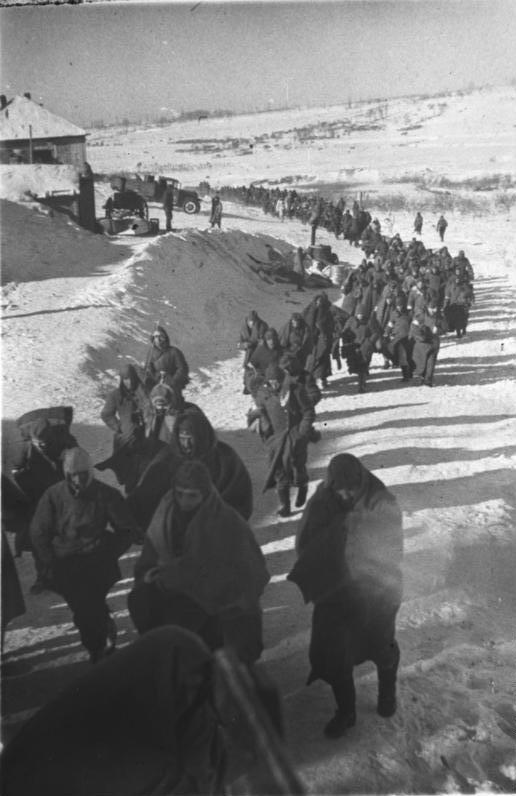
tedeschi della battaglia di Stalingrado in marcia nella neve verso i campi di raccolta nelle retrovie

Il 19 novembre 1942 l'Armata Rossa diede inizio all'operazione Urano, la grande offensiva a tenaglia lungo il corso medio del Don e a sud di Stalingrado che avrebbe provocato in pochi giorni il crollo del fronte dell'Asse e accerchiato completamente l'intera 6. Armee tedesca. La 113. Infanterie-Division, schierata in difesa tra il Don e il Volga agli ordini dell'VIII Corpo d'armata, non venne attaccata dalle forze principali sovietiche che invece sfondarono il settore più occidentale difeso dalle truppe rumene, ma subì tuttavia alcuni attacchi secondari che venne respinti con difficoltà. La catastrofica situazione strategica complessiva costrinse il generale Paulus a ritirare le sue truppe più esposte per organizzare una grande sacca circolare in grado di difendere anche le retrovie dell'armata; di conseguenza la 113. infanterie-Division dovette ripiegare per prendere posizione, insieme all'altre due divisioni dell'VIII Corpo, sul lato settentrionale della sacca in formazione. La difficile manovra si concluse con successo e venne costituito un nuovo fronte difensivo solido; a partire dal 23 novembre 1942 l'intera 6. Armee, compresa la 113. infanterie-Division, era accerchiata ed ebbe inizio il lungo assedio che provocò un costante logoramento delle truppe tedesche.
Nella fase iniziale dell'accerchiamento, la 113. Infanterie-Division era costituita da sei battaglioni in buone condizioni ma la formazione era considerata dal comando tedesco idonea solo a "limitati compiti difensivi" (bedingt zur Abwehr geeignet); la divisione non era schierata in un settore particolarmente pericoloso ma il peggioramento del clima, la carenza di vettovagliamento e equipaggiamento, le malattie e gli attacchi nemici provocarono il lento indebolimento della formazione. Alla vigilia dell'inizio dell'operazione Anello, l'offensiva finale sovietica, la 113. divisione schierava ancora sei battaglioni, di cui due completamente esauriti. Dal 10 gennaio 1943 la situazione della 6. Armee divenne drammatica; le divisioni schierate sui fronti occidentali, meridionale e settentrionali della sacca, compresa la 113. Infanterie-Division, vennero continuamente attaccate e dovettero ripiegare in condizioni tragiche verso le rovine di Stalingrado; il 26 gennaio 1943 la sacca venne frazionata in due parti e la divisione rimase bloccata, insieme ai sopravvissuti di altre sette divisioni, nella zona settentrionale dove passò al comando del XI Corpo d'armata del generale Karl Strecker. Mentre la sacca meridionale si arrese il 31 gennaio 1943, le divisioni accerchiate a nord nel settore delle grandi fabbriche di Stalingrado, continuarono a resistere fino al 2 febbraio 1943 quando anche il generale Strecker cessò il combattimento; i resti della 113. Infanterie-Division vennero catturati dai sovietici, compreso il comandante della divisione, generale Hans-Heinrich Sixt von Armin.
Nel quadro del programma di Hitler di immediata ricostituzione delle divisioni distrutte a Stalingrado, fin dal mese di febbraio ebbe inizio l'organizzazione nella regione di Stalino di una nuova unità con i soldati in licenza o convalescenti rimasti fuori dalla sacca. A causa dell'avvicinamento dei sovietici questi uomini dovettero ben presto essere ritirati e trasferiti in Francia, sulla costa atlantica, dove la nuova 113. Infanterie-Division fu ufficialmente ricostituita con personale di riserva o proveniente dalla Luftwaffe. Dal 1º giugno 1943 la divisione venne impiegata in attività anti-partigiane nell'entroterra francese prima di essere nuovamente trasportata all'est per combattere sul fronte orientale.
La 113. Infanterie-Divisione venne schierata dal 27 luglio 1943 nel settore del Gruppo d'armate Centro e in agosto venne attaccata dai sovietici; la divisione diede segni di debolezza e inesperienza e alcuni reparti abbandonarono le posizioni costringendo altri reparti della Wehrmacht ad intervenire in aiuto. Nelle successive battaglie la divisione subì perdite elevate e non si dimostrò molto efficiente; a causa del suo basso valore combattivo la 113. Infanterie-Division venne definitivamente sciolta il 2 novembre 1943 e alcuni suoi reparti superstiti furono aggregati alla 337. Infanterie-Division.

## Teatri d'operazione
- Germania : dicembre 1940-giugno 1941
- Fronte orientale : giugno-novembre 1941
- Fronte jugoslavo : novembre 1941-febbraio 1942
- Fronte orientale: febbraio 1942-febbraio 1943
- Fronte orientale: aprile-novembre 1943

## Ordine di battaglia
1940
- Infanterie-Regiment 260
- Infanterie-Regiment 261
- Infanterie-Regiment 268
- Artillerie-Regiment 87
- Pionier-Bataillon 113
- Panzerjäger-Abteilung 113
- Aufklärungs-Abteilung 113
- Divisions-Nachrichten-Abteilung 113
- Divisions-Nachschubführer 113

1943
- Grenadier-Regiment 261
- Grenadier-Regiment 260
- Grenadier-Regiment 268
- Artillerie-Regiment 87
- Pionier-Bataillon 113
- Panzerjäger-Abteilung 113
- Aufklärungs-Abteilung 113
- Divisions-Nachrichten-Abteilung 113
- Divisions-Nachschubführer 113

## Decorazioni
Alcuni soldati della divisione ricevettero decorazioni per atti di valore in guerra:
- Croce tedesca
  - in oro: 21
- Croce di cavaliere della Croce di ferro
  - 5

## Comandanti
- Generalmajor Ernst Günzel (10 dicembre 1940-5 giugno 1941)
- Generalleutnant Friedrich Zickwolff (5 giugno 1941-2 giugno 1942)
- Generalleutnant Hans-Heinrich Sixt von Armin (2 giugno 1942-2 febbraio 1943)
- Generalmajor Friedrich-Wilhelm Prüter (15 marzo 1943-2 novembre 1943)